# Hrabstwo Duval (Floryda)
Duval – hrabstwo w stanie Floryda, w USA. Jest częścią Greater Jacksonville. Jest siódmym najgęściej zaludnionym hrabstwem Florydy.
Powierzchnia hrabstwa to 2378 km² (w tym 374 km² stanowią wody).
Hrabstwo powstało w 1822 roku.

## Miejscowości
- Atlantic Beach
- Baldwin
- Jacksonville
- Jacksonville Beach
- Neptune Beach

## Sąsiednie hrabstwa
- Hrabstwo Nassau – północ i północny zachód
- Hrabstwo St. Johns – południowy wschód
- Hrabstwo Clay – południowy zachód
- Hrabstwo Baker – zachód

## Demografia
Według spisu z 2020 roku liczy 995,6 tys. mieszkańców, co oznacza wzrost o 15,2% w porównaniu z poprzednim spisem z roku 2010. Według danych pięcioletnich z 2021 roku 59,9% to biali (50,4% nie licząc Latynosów), 31,1% czarnoskórzy lub Afroamerykanie, 5,2% Azjaci, 3,3% miało rasę mieszaną i 0,5% to rdzenna ludność Ameryki. Latynosi stanowili 11,8% populacji hrabstwa.
Poza osobami pochodzenia afroamerykańskiego, do największych grup należały osoby pochodzenia irlandzkiego (8%), niemieckiego (7,9%), angielskiego (6,9%), „amerykańskiego” (6%), włoskiego (3,8%), portorykańskiego (3,2%), szkockiego lub szkocko–irlandzkiego (2,6%), afrykańskiego lub arabskiego (2,5%) i meksykańskiego (2%).

## Religia
W 2020 roku największe grupy pod względem członkostwa, to: bezdenominacyjne zbory ewangelikalne (21,6%), katolicy (13,5%), Południowa Konwencja Baptystów (11,7%) i inne Kościoły baptystyczne (ok. 6%). Inne większe ugrupowania, to: metodyści (4%), zielonoświątkowcy (ok. 2%), Kościoły Chrystusowe (1,3%), świadkowie Jehowy (1,15%) i anglikanie (ponad 1%).

## Polityka
W wyborach prezydenckich w 2020 roku, 51,2% głosów otrzymał Joe Biden i 47,4% przypadło dla Donalda Trumpa.